# Ivan Hertlein
Ivan Hertlein (né le 25 septembre 1987) est un athlète russe, spécialiste du saut à la perche.
Il porte son record personnel de 5,65 m à 5,70 m lors des qualifications des Championnats du monde à Pékin le 22 août 2015.
Il a été condamné pour dopage au DHEA en 2013.

## Records
| Épreuve          | Épreuve   | Marque | Lieu   | Date            |
| ---------------- | --------- | ------ | ------ | --------------- |
| Saut à la perche | Plein air | 5,70 m | Pékin  | 22 août 2015    |
| Saut à la perche | Salle     | 5,60 m | Moscou | 20 février 2017 |